# Новониколаевский (Курская область)
Новоникола́евский — посёлок в Железногорском районе Курской области. Входит в состав Разветьевского сельсовета.

## География
Расположен в 6,5 км к юго-западу от Железногорска. Высота над уровнем моря — 249 м. Ближайшие населённые пункты: посёлки Сбородное, Большой Остров, Уголёк и Тепличный.

## История
Основан в начале XX века переселенцами из села Разветье. В 1926 году в посёлке было 11 дворов, проживал 61 человек (38 мужского пола и 23 женского). В то время Новониколаевский входил в состав Разветьевского сельсовета Долбенкинской волости Дмитровского уезда. С 1928 года в составе Михайловского (ныне Железногорского) района. В 1937 году в посёлке было 12 дворов. Во время Великой Отечественной войны, с октября 1941 года по февраль 1943 года, находился в зоне немецко-фашистской оккупации.

## Население
| 1926 | 1979 | 2002 | 2010 |
| ---- | ---- | ---- | ---- |
| 61   | ↘45  | ↘13  | ↗18  |